# Antonio de Lorea
Fray Antonio de Lorea Amescua (Almagro, provincia de Ciudad Real, 1635 – Valencia, 1687) fue un escritor dominico español.

## Biografía
De humildes orígenes, su padre nació en Navarra y emigró a Almagro, donde se casó con la ciudarrealeña Isabel Bravo; Antonio fue el primogénito y tuvieron otros siete hijos, de los que al menos dos no llegaron a superar la infancia. Entre ellos uno, Bernardo de Lorea Amescua, fue también religioso, en concreto clérigo presbítero y Comisario de la Santa Cruzada en la villa de Almagro y su partido.
Entre los quince y los dieciséis años Antonio ingresó en el Convento dominico del Rosario o Universidad de Almagro, en su ciudad natal; realizó el noviciado en 1651 y en 1657 se ordena presbítero. Estuvo un tiempo en Sevilla hasta que volvió a Almagro en 1662 y ganó fama de elocuente predicador por Castilla y Andalucía. Recogió algunos de sus sermones en Metáforas panegíricas en oraciones evangélicas (Madrid 1671). Para predicar fue llamado desde muchos lugares (Córdoba, Lucena, Toledo) y en algunos de ellos permaneció bastante tiempo, como en el Convento de Antequera; en 1669 estaba como colegial en el de Regina de Sevilla. Fue de hecho cronista general de su orden, aunque no se le quiso reconocer tal título con generalidad. La Provincia de Predicadores de Andalucía, en el Capítulo de 1671, comisionó a Antonio de Vergara la tarea de compilar y publicar la Historia de los dominicos en Andalucía, pero abrumado por sus cargos y obligaciones no la realizó y dejó con ese desempeño, aunque sin comisión oficial, a fray Antonio de Lorea, quien mezcla el género de la vida de santos al que era tan asiduo con la historia de los Conventos de La Mancha y de Andalucía y en otras ocasiones escribe una crónica de su Provincia. Desde 1671 se pierde su pista aunque, como la mayor parte de sus obras se publica en Madrid, hay que suponer que estaría en sus cercanías; seguramente también anduvo por Almagro y por conventos andaluces. Pasó dos años (1678 y 1679) en Valencia, donde publicó tres libros, y murió en 1687.

## Obra
Aunque afirma tener impresos veinticuatro libros, se tiene constancia de diecisiete títulos distintos, algunos de ellos traducciones o ampliaciones de escritos ajenos, como la vida de Santa Rosa de Lima de Leonardo Hansen o la de la florentina Sor María Vilani de Domingo Marchese. Dejó siete obras inéditas que se han perdido. Su incesante dedicación a la escritura le llevó a conflictos con el Maestro de su Orden, Tomás de Rocaberti, que ordenó revisar y censurar todas sus obras, si bien un encargo de este mismo, la biografía de la Venerable Hipólita de Jesús, entró en el Índice de Libros Prohibidos en 1687 ya fallecido su autor más por la controvertida figura de la biografiada que por el trabajo biográfico de Lorea. Otros escritos hagiográficos son Corte pecadora, Examen de ordenantes, la Vida de San Raymundo de Peñafort (que le valió algunos ataques por parte del mercedario padre Felipe Colombo en su Crisol del desengaño: en que al fuego de la verdad, y a soplos de la religiosa modestia, le aplica el puntual examen, a no pocas calumnias, que el R. P. Fr. Antonio Lorea, de la Religion de Santo Domingo, ha publicado contra el Real y Militar Orden de N. Señora de la Merced, Redencion de Cautivos, 1684), la Vida de Sor María de San Andrés, de la Orden de Predicadores, en su convento en Almagro, el Epítome de la prodigiosa vida de fray Juan Tomás de Rocaberti (Valencia, 1679) y El bienaventurado Pio Quinto (¿) Chronica de su santa vida, prodigiosos echos, y govierno universal eclesiastico de todo el Orbe (Madrid, Julian Paredes, 1673), que dedica varios capítulos a Don Juan de Austria y la guerra contra el turco. También causó polémica en Cataluña en sus últimos años su biografía de Diego de Tapia, pues le escribió otro dominico, fray Diego Carli, prior del real Convento de Santa Catalina Mártir en Barcelona, censurando que hubiera llamado rebeldes a los catalanes, a lo que contestó Lorea en una carta de 1682 que es el último de los escritos que publicó.
Muy importante es su David pecador, empresas morales, político cristianas (Madrid, por Francisco Sanz, Imprenta del Reyno, 1674). Se trata de un libro de emblemas dividido en dos partes de quince emblemas cada una: alejamiento de Dios por parte del Rey David (David pecador) y su posterior reconciliación (David penitente). Los temas de las estampas son mitológicos y animalísticos o recogen elementos propios de la iconografía barroca, pero siguiendo una secuencia narrativa. Existe edición moderna en cedé de esta obra.

## Lista de sus obras
- Metáforas panegíricas en oraciones evangélicas (Madrid 1671).
- David pecador, empresas morales, político cristianas (Madrid, por Francisco Sanz, Imprenta del Reyno, 1674).
- Corte pecadora
- Examen de ordenantes, Leon de Francia: a costa de Claudio Burgea..., 1671. Es traducción de una obra suya latina hecha por su hermano Bernardo de Lorea Amescua.
- Vida de San Raymundo de Peñafort
- Vida de Sor María de San Andrés, de la Orden de Predicadores, en su convento en Almagro
- Epítome de la prodigiosa vida de fray Juan Tomás de Rocaberti (Valencia, 1679)
- El bienaventurado Pio Quinto (¿) Chronica de su santa vida, prodigiosos echos, y govierno universal eclesiastico de todo el Orbe (Madrid, Julian Paredes, 1673), reimpreso con un título ligeramente distinto: El bienaventurado san Pío Quinto Pontífice máximo de la Iglesia, religioso de la sagrada Orden de Predicadores, Chronica de su santa vida, prodigiosos hechos y gobierno universal eclesiástico de todo el orbe... (Valladolid: Imprenta de la Real Chancillería que es de la viuda de Joseph de Rueda, 1713).
- El siervo de Dios... Fr. Pedro de Tapia, de la Orden de Predicadores, obispo de Segovia, Siguenza, Cordova y arzobispo de Sevilla... historia de su apostólica vida y prodigiosa muerte Madrid: Imprenta Real por Julián de Paredes, 1676.
- El bienaventurado Toribio Alfonso Mogrovejo, Arzobispo de Lima: Istoria de su admirable vida, virtudes y milagros Julián de Paredes, 1679.
- Prodigio de la naturaleza, admiracion a los hombres, y gozo a los angeles, hombre muerto antes de espirar, vivo después de muerto, idea sacra y oracion evangelica del Serafin... San Francisco de Assis... s. n., 1667.
- El grande ijo de Dauid, Cristo... istoria euangelica, politica y predicable Madrid: Gabriel de León, 1673.
- La Venerable madre Hipólita de Jesús y Rocaberti... Epitome de su prodigiosa vida, virtudes y admirables escritos, sacado de los processos de su beatificación y canonizazión... V. Cabrera, 1679. Obra incluida en el Índice de Libros Prohibidos de la Iglesia católica.
- Santa Rosa, religiosa de la tercera orden de S. Domingo, patrona universal del Nuevo Mundo, milagro de la naturaleza y portentoso efecto de la gracia, historia de su admirable vida y virtudes, que empieza desde la fundación de la ciudad de Lima hasta su canonización..., Nieto, 1671.
- Respuesta a una carta de fray Diego Carli, prior del real convento de Santa Catalina Martyr de Barcelona. En que se le avisa, se le aze cargo en esa ciudad de que en el libro de la vida de fray Pedro de Tapia, Arçobispo de Sevilla, llamó rebeldes a los Catalanes, y rebelde a Cataluña (Almagro, 7 de enero de 1684), s. i., s. a.